# Amance (Haute-Saône)
Amance é uma comuna francesa na região administrativa de Borgonha-Franco-Condado, no departamento de Alto Sona. Estende-se por uma área de 17,54 km². Em 2010 a comuna tinha 674 habitantes (densidade: 38,4 hab./km²).